# Герб Брошнева-Осади
Герб Брошнева-Осади — символ селища Брошнів-Осада. Затверджений рішенням сесії селищної ради. 
Автор проєкту — А. Гречило

## Опис
У зеленому щиті золотий повсталий ведмідь із червоними очима, язиком і пазурами, що тримає в лапі срібну пилку із золотими руків'ями.